# Funerale vichingo

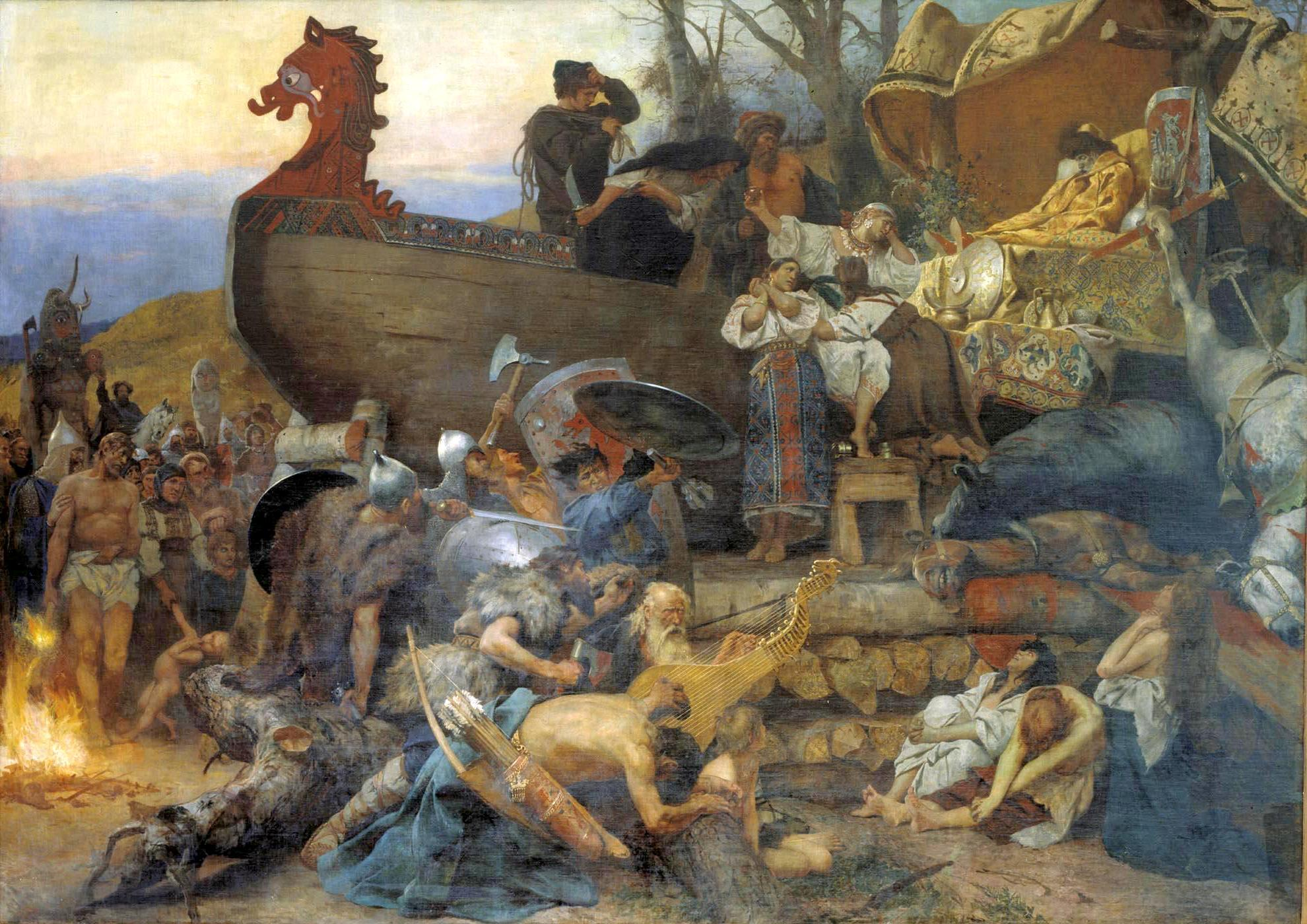
La nave funeraria del capo vichingo (Variago) Igor il Vecchio nel Rus' di Kiev, secondo Heinrich Semiradzki (1845-1902).

I vichinghi cremavano solitamente i loro morti in barche funerarie, come provato da reperti archeologici, saghe della letteratura norrena, e dal racconto di Ahmad ibn Fadlan. I funerali vichinghi che vennero effettuati a terra hanno permesso agli archeologi di studiare le varie tradizioni scandinave dell'età vichinga.
Il morto era solitamente deposto in una barca, o in una nave di pietra, assieme a delle offerte funebri stabilite in base allo status e alla professione del deceduto. Queste offerte potevano includere sacrifici di schiavi. Infine il tutto veniva coperto di pietre e terra e veniva creato un tumulo.
In Scandinavia rimangono numerosi tumuli di questo tipo, eretti in onore di re e capitani vichinghi. Alcuni dei più importanti sono quelli del cimitero del colle di Borre, in Norvegia, e il Lindholm Høje e Jelling in Danimarca.

## Oggetti tombali

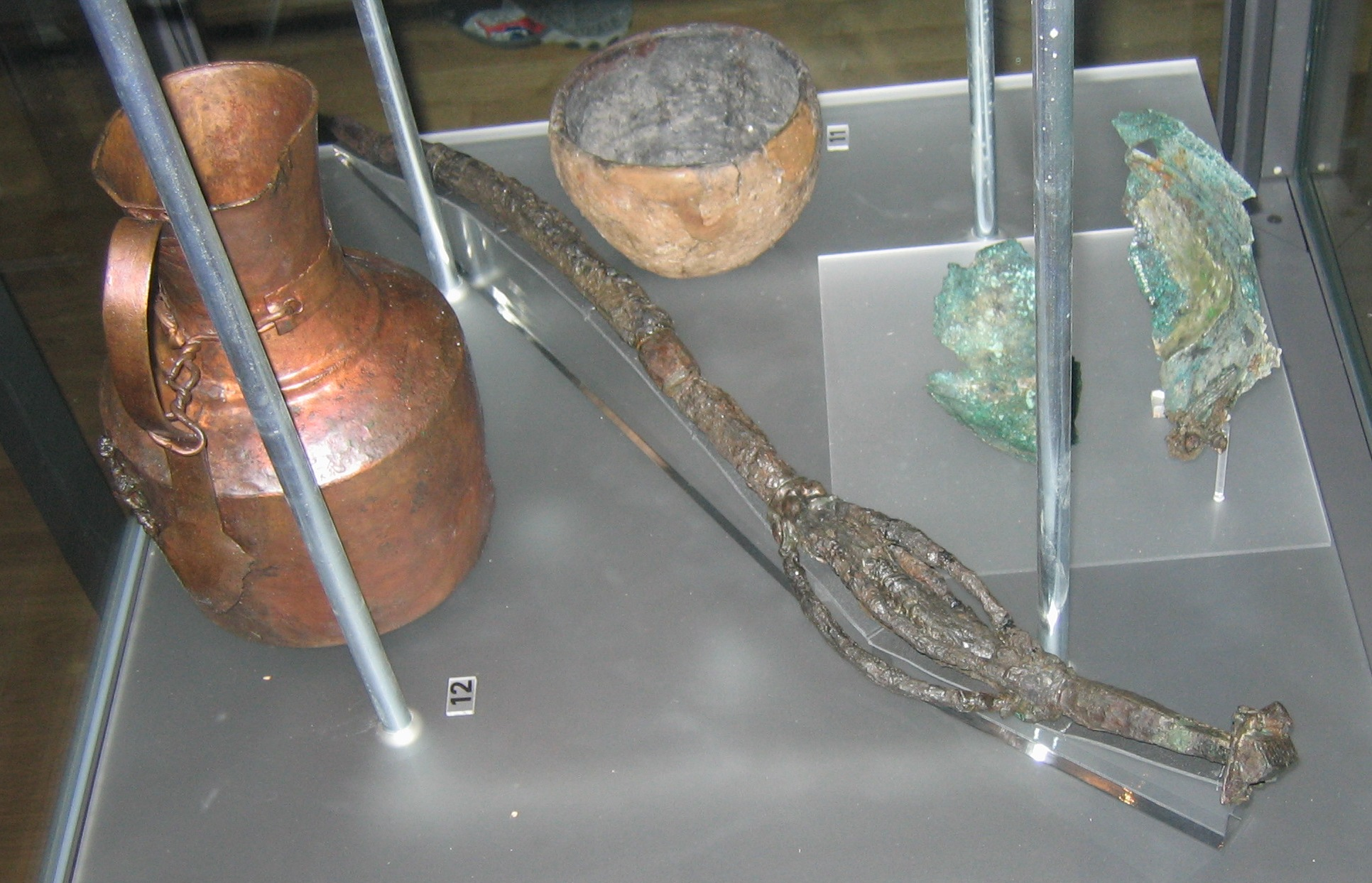
Oggetti tombali di una sepoltura Vǫlva a Köpingsvik, Öland. Tra essi una bacchetta di ferro lunga 82 cm, con dettagli in bronzo e il modellino di una casa sulla cima. i reperti sono in mostra nel Museo Statale di Storia di Stoccolma.

Era comune lasciare doni per i deceduti. Sia gli uomini sia le donne ricevevano doni funerari, anche se il cadavere sarebbe stato arso su una pira. La quantità e il valore dei doni dipendeva dal gruppo sociale di appartenenza da cui proveniva il defunto. Era importante seppellire il morto nel modo corretto, così che potesse entrare nell'aldilà con la stessa posizione sociale che aveva avuto nella vita terrena, e per evitare che diventasse un'anima senza dimora, condannata a vagabondare in eterno.

### Haugfé
Haugfé è il termine islandese adoperato in archeologia per indicare il corredo funebre delle tombe vichinghe. Deriva dal norreno haugr "tumulo" e fé "ricchezza". Gli oggetti più comuni ritrovati nelle sepolture del X secolo sono coltelli, lance, pezzi di armatura (cotte di maglia), perni o chiodi. La diversità tra una tomba e l'altra e l'accumulo di oggetti più o meno costosi è dovuta al differente rango a cui apparteneva il defunto, oltre che al mestiere che esercitava. Un uomo libero veniva solitamente sepolto con armi e l'equipaggiamento per cavalcare. Un artigiano, come un fabbro ad esempio, poteva ricevere il suo intero corredo di attrezzi. Alle donne veniva fornita la propria gioielleria e spesso gli strumenti per le attività casalinghe. Il più sontuoso funerale vichingo finora scoperto e la sepoltura della nave di Oseberg, fatto per una donna (probabilmente una regina o una sacerdotessa) che visse nel IX secolo. Agli schiavi (þrællir) invece era concessa soltanto una buca nel terreno. Venivano sepolti in modo tale da assicurarsi che non potessero tornare a perseguitare i suoi padroni e che al tempo stesso tornassero loro utili nell'oltretomba. Gli schiavi talvolta venivano sacrificati per renderli utili nella vita ultraterrena (si veda la sezione sacrifici umani, di seguito). 

## Monumenti funebri
Un funerale vichingo poteva comportare una spesa notevole, ma il tumulo e i doni funebri non erano considerati come uno spreco. Oltre a essere un omaggio al defunto, il tumulo rimaneva come monumento per la posizione sociale dei discendenti. Clan norreni particolarmente potenti potevano dimostrare la loro posizione per mezzo di monumentali necropoli. Il cimitero di Borre a Vestfold, ad esempio, è collegato alla dinastia Yngling, e contiene grossi tumuli che contenevano navi di pietra.
Jelling in Danimarca, è il più grande memoriale reale dell'epoca vichinga e venne eretto da Harald I di Danimarca in memoria dei suoi genitori Gorm e Tyra, e in onore di se stesso. Solo uno dei due grossi tumuli conteneva una camera tombale, ma entrambi i tumuli, la chiesa e le due pietre di Jelling, testimoniano quanto importante fosse segnare ritualmente la morte durante l'era pagana e i primi tempi cristiani.
In tre luoghi in Scandinavia, esistono grosse necropoli che vennero usate da intere comunità: Birka nel Mälaren, Hedeby nello Schleswig e Lindholm Høje ad Ålborg. Le tombe a Lindholm Høje mostrano una grande varietà in forma e dimensioni. Ci sono navi di pietra e un misto di tombe triangolari, quadrangolari e circolari. tali necropoli sono state usate nel corso di molte generazioni e appartengono a insediamenti tipo villaggio.

## Rituali
La morte è sempre stata un momento critico per i familiari del defunto, di conseguenza un caso di morte è circondato da regole e taboo. La vita familiare deve essere riorganizzata e allo scopo di gestire questa transizione le persone adottano dei riti. Le cerimonie sono riti di transizione che hanno lo scopo di dare pace al deceduto nella sua nuova posizione e allo stesso tempo danno forza ai suoi cari per continuare nelle loro vite.
Nonostante le tradizioni guerresche dei Vichinghi, esisteva un elemento di paura che circondava la morte e ciò che vi faceva riferimento. Se il deceduto non veniva sepolto nel modo appropriato, poteva non trovare pace nell'aldilà. La persona morta poteva allora far visita ai parenti come spettro. Una tale visione era spaventosa e di cattivo auspicio e solitamente veniva interpretata come un segno di ulteriori lutti in famiglia. Fu inizialmente e soprattutto in tempi di carestia, quando le comunità erano colpite da una serie di sfortune, che le voci sugli spettri iniziarono a fiorire. Le saghe narrano di precauzioni drastiche che venivano prese dopo l'apparizione di uno spettro. Il defunto doveva morire di nuovo; un palo poteva venire infilzato nel cadavere, o la sua testa poteva essere tagliata allo scopo di impedire al deceduto di trovare la via per il mondo dei vivi.

### Il resoconto di Ibn Fadlan
Uno scrittore arabo musulmano del X secolo, Ahmad ibn Fadlan, produsse la descrizione di un funerale di un capo clan scandinavo, probabilmente svedese, che era impegnato in una spedizione lungo la rotta orientale. Il resoconto è una fonte unica sulle cerimonie che circondavano il funerale vichingo, di un capo clan o di un re.
Il capo clan morto venne messo in una tomba temporanea che venne ricoperta per dieci giorni, fino a quando non vennero cuciti nuovi vestiti per la salma. Una delle sue schiave che si offrì volontaria per unirsi a lui nell'aldilà venne controllata giorno e notte, e le venne data una grande quantità di bevande inebrianti mentre ella cantava contenta. Quando giunse il momento della cremazione, tirarono a riva la sua imbarcazione e la posero su una piattaforma in legno. Nell'imbarcazione venne approntato un letto per il corpo del capo clan. Subito dopo una vecchia donna indicata come l'"Angelo della Morte" pose dei cuscini sul letto. Era la responsabile del rituale.
A questo punto il capo clan venne disinterrato e vestito con i nuovi abiti. Nella sua tomba ricevette bevande inebrianti, frutti e uno strumento musicale a corda. Il capo clan venne posto nel suo letto attorniato da tutte le sue armi e dai doni funerari. Vennero quindi presi due cavalli e fatti correre fino a farli sudare. I cavalli vennero poi fatti a pezzi e la loro carne gettata nella nave. Infine vennero sacrificati una gallina e un gallo.
Nel frattempo la schiava passò da una tenda all'altra ed ebbe rapporti sessuali con gli uomini. Ognuno di essi disse "di al tuo padrone che l'ho fatto per via del mio amore per lui". Nel pomeriggio la ragazza venne portata presso un qualcosa che somigliava a un telaio di una porta, dove venne sollevata a braccia tre volte dagli uomini. Ogni volta, la ragazza disse ciò che vedeva. La prima volta vide il proprio padre e la propria madre, la seconda vide tutti i suoi parenti, e la terza volta vide il suo padrone nell'aldilà. Questo era verde e bello e assieme a lui vide uomini e ragazzi. La schiava vide che il padrone la chiamava a sé. Usando bevande inebrianti essi pensavano di mettere la ragazza thrall in una trance estatica che la rendesse sensitiva e tramite l'interazione simbolica con la porta, ella potesse guardare dentro il regno dei morti. Lo stesso rituale appare anche nel breve racconto islandese Völsa þáttr, dove due uomini pagani norvegesi sollevano la padrona di casa sopra un telaio di porta per aiutarla a guardare nell'oltretomba.
Successivamente, la ragazza venne portata alla nave. Ella si tolse i braccialetti e li diede alla donna anziana. Poi si tolse gli anelli dalle dita e li consegnò alle figlie della donna anziana che l'avevano tenuta d'occhio. La ragazza venne portata a bordo della nave, ma non le fu permesso di entrare nella tenda dove giaceva il capo clan morto. La ragazza ricevette diversi recipienti di bevande inebrianti e cantò e diede l'addio ai suoi amici.
La ragazza venne quindi spinta nella tenda e gli uomini iniziarono a battere sui loro scudi in modo che non si potessero sentire le sue urla. Sei uomini entrarono nella tenda per giacere con la ragazza, dopodiché la posero sul letto del capo. Due uomini l'afferrarono per le caviglie e due i polsi. L'Angelo della Morte mise una corda attorno al suo collo e mentre due uomini tiravano la corda, la vecchia donna penetrava, con un pugnale, il petto della ragazza tra le costole. Successivamente i parenti del capo clan morto arrivarono con una torcia accesa e diedero alle fiamme la nave. Si narra che il fuoco faciliti il viaggio verso il reame dei morti, ma sfortunatamente, il resoconto non dice verso quale reame il deceduto fosse diretto.
In seguito un tumulo rotondo venne costruito sulle ceneri e al suo centro venne eretto un bastone in legno di betulla, dove vennero incisi il nome del capo clan morto e del suo re. Infine tutti partirono con le proprie navi.

### Sacrifici umani

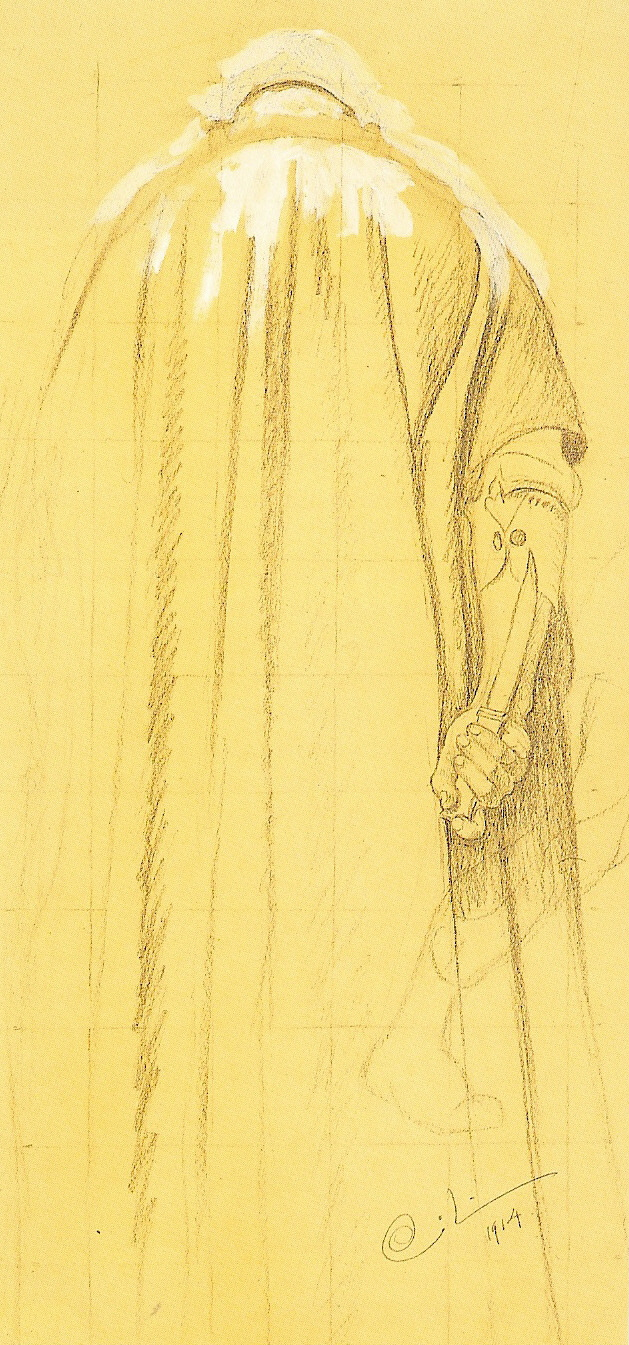
Schizzo dell'esecutore durante un sacrificio pagano Scandinavo di Carl Larsson, per Midvinterblot.

Gli schiavi potevano essere sacrificati durante un funerale in modo che potessero servire il loro padrone anche nel mondo che seguiva. Sopra, nel racconto di Ibn Fadlan, c'è la descrizione di una schiava che doveva essere sacrificata e che dovette subire svariati rituali sessuali. Quando il capo fu posto nella nave, lei andò da una tenda all'altra, a visitare guerrieri e commercianti. Ogni uomo le disse che facevano ciò che facevano per amore del loro capo defunto. Alla fine, entrò in una tenda che era stata posta sulla nave, nella quale sei uomini ebbero rapporti sessuali con lei prima che fosse strangolata e pugnalata. I riti sessuali con la schiava mostrano che era considerata un mezzo per la trasmissione di forza vitale al capo deceduto.
Il Sigurðarkviða hin skamma contiene svariate strofe in cui la valchiria Brynhildr dà istruzioni concernenti il numero di schiavi da sacrificare per la morte dell'eroe Sigurd, e come porre i loro corpi sulla pira, come ad esempio nella strofa che segue:
| Því at hánum fylgja fimm ambáttir, átta þjónar, eðlum góðir, fóstrman mitt ok faðerni, þat er Buðli gaf barni sínu. | 69. "Cinque donne legate lo dovranno seguire, E otto dei miei schiavi, quelli nati bene, Bambini con me, ed erano miei Come doni che Buðli diede a sua figlia. |  |

### Cremazione
Era comune bruciare il cadavere e le offerte su una pira funeraria, la cui temperatura raggiungeva anche i 1.400 Celsius; molto più elevata di quella che raggiungono i moderni forni crematori. Tutto ciò che rimaneva erano alcuni frammenti inceneriti di metallo e di ossa di alcuni animali e umane. La pira era costruita in modo tale che la colonna di fumo fosse più massiccia possibile per elevare il defunto all'aldilà. Il simbolismo è descritto nella Saga degli Ynglingar:

### La birra funeraria e il passaggio dell'eredità

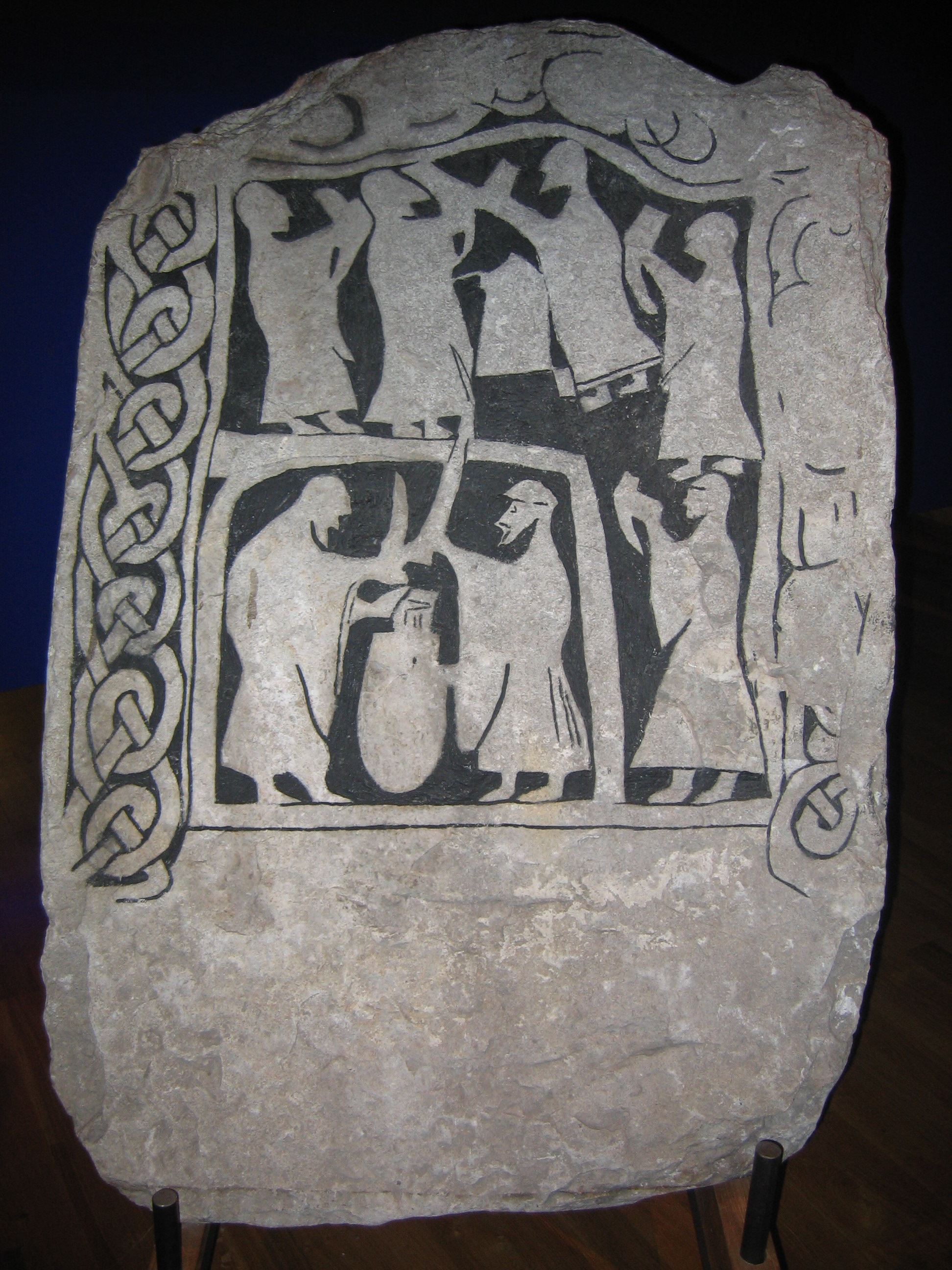
Scena di bevute su una pietra dipinta a Gotland, nel Museo Nazionale Svedese di Antichità a Stoccolma.

Nel settimo giorno dopo la morte della persona, si celebrava il sjaund, la birra funeraria che dava anche il nome alla festa, dato che implicava un rituale di bevute. La birra funeraria era un modo per demarcare socialmente l'evento della morte. Solo dopo il rituale della birra gli eredi potevano giustamente reclamare la loro eredità. Se il defunto era una vedova o il capo, l'erede poteva assumere il controllo e marcare lo spostamento dell'autorità.
Molte delle grandi pietre runiche in Scandinavia danno spiegazione di un'eredità, come ad esempio la pietra di Hillersjö che spiega come una donna arrivò ad ereditare non solo i figli ma anche i nipoti e la pietra di Högby, che racconta di come una ragazza fosse l'unica erede dopo la morte di tutti i suoi zii. Sono importanti documenti di proprietà appartenenti a un tempo in cui le decisioni legali non venivano ancora messe su carta. Un'interpretazione della pietra di Tune di Østfold suggerisce che la lunga iscrizione runica abbia a che fare con la festa funeraria in onore di un capo e che dichiari tre figlie come giuste eredi. È datata V secolo ed è di conseguenza il più antico documento legale scandinavo che parli del diritto femminile all'eredità.